# Ігор Мурін
Ігор Мурін (словац. Igor Murín; 1 березня 1973, м. Тренчин, ЧССР) — словацький хокеїст, воротар. 
Вихованець хокейної школи «Дукла» (Тренчин). Виступав за «Дукла» (Тренчин), «Металург» (Магнітогорськ), ХК «Злін», ХК «Зволен», МсХК «Жиліна».
У складі національної збірної Словаччини провів 22 матчі; учасник чемпіонатів світу 1996 і 1999. У складі молодіжної збірної Чехословаччини учасник чемпіонатів світу 1992 і 1993.
Досягнення
- Чемпіон Чехословаччини (1992)
- Чемпіон Словаччини (1994, 1997)
- Чемпіон Чехії (2004).